# Натуралист (кратер)
Натуралист (англ. Naturaliste) — небольшой марсианский ударный кратер, расположенный на плато Меридиана на Марсе. Координаты кратера — 1°57′57″ ю. ш. 5°30′48″ з. д. / 1,9659778° ю. ш. 5,5134500° з. д.. Кратер был осмотрен с восточного края марсоходом «Оппортьюнити» 24 февраля—3 марта 2005 года (387—394 сол с момента посадки): в этот период времени марсоход делал панорамные снимки кратера и близлежащей местности, делал подробные снимки горных обнажений (которые были выброшены при ударе) около кратера при помощи микрокамеры, изучал геологический характер поверхности при помощи панорамной камеры, которая фотографирует с использованием различных светофильтров, а также предпринимал попытки запечатлеть марсианские облака, однако его действия успехом не увенчались. В результате осмотра горных обнажений, на их поверхности были обнаружены шароподобные конкреции гематита, которые наблюдались и ранее в кратере Игл. Диаметр кратера составляет порядка 8 метров, а глубина около 2,5 м. Высота края и толщина слоя выброса не превышает 0,5 м. Находится примерно в 1 км южнее от гораздо большего по размеру, кратера Эндьюранс и в 2788 м севернее от кратера Эребус. Совсем рядом с данным кратером расположено ещё 2 кратера — Географ и Инвестигатор. Эти кратеры, вместе с кратером Натуралист, получили прозвище «кратеры-тройняшки» (англ. Triplet craters), так как вероятнее всего образовались от одного космического тела, развалившегося перед ударом о поверхность на несколько частей.

Кратер Натуралист (на переднем плане), снятый «Оппортьюнити» 2 марта 2005 года (393 сол). Позади виден кратер Географ (в левом верхнем углу) и кратер Инвестигатор (вверху и правее центра).

|                                                                            | |                                                                     | |
| Кратер Натуралист в вертикальной проекции, 24 февраля 2005 года (387 сол). | Марсианская поверхность близ данного кратера (псевдоцвета, приближенные к истинным), 26 февраля 2005 года (389 сол). Чёрные шарики на поверхности горной породы — конкреции гематита. | Горные обнажения близ данного кратера, 3 марта 2005 года (394 сол). | Горная порода близ кратера Натуралист крупным планом. Снимки с микрокамеры марсохода «Оппортьюнити». Округлые чёрные шарики на поверхности — конкреции гематита. |